# Provincia de Túquerres (Nariño)
La provincia de Túquerres o Centro-Occidente, es una de las cinco provincias en que se subdivide el departamento colombiano de Nariño.
Comprende los municipios de Ancuya, Cumbitara, Guaitarilla, Imués, La Llanada, Los Andes Sotomayor, Linares, Mallama, Ospina, Providencia, Ricaurte, Samaniego, Santacruz, Sapuyes y Túquerres.